# مولد الحساسية
مولد الحساسية أو مسبب الحساسية أو باعث الحساسية أو المستأرج أو مولد الأرجية أو باعثة الاستهداف أو باعثة التجاوب (بالإنجليزية: allergen)‏ هو مولد ضد يسبب تفاعلات أرجية (تأتبية) للجسم البشري. تختلف المواد المؤرجة باختلاف أنواعها كما أن المواد الطبيعية للبعض قد تمثل مواد مؤرجة (مسببة للحساسية) للبعض الآخر.

## مولدات حساسية شائعة

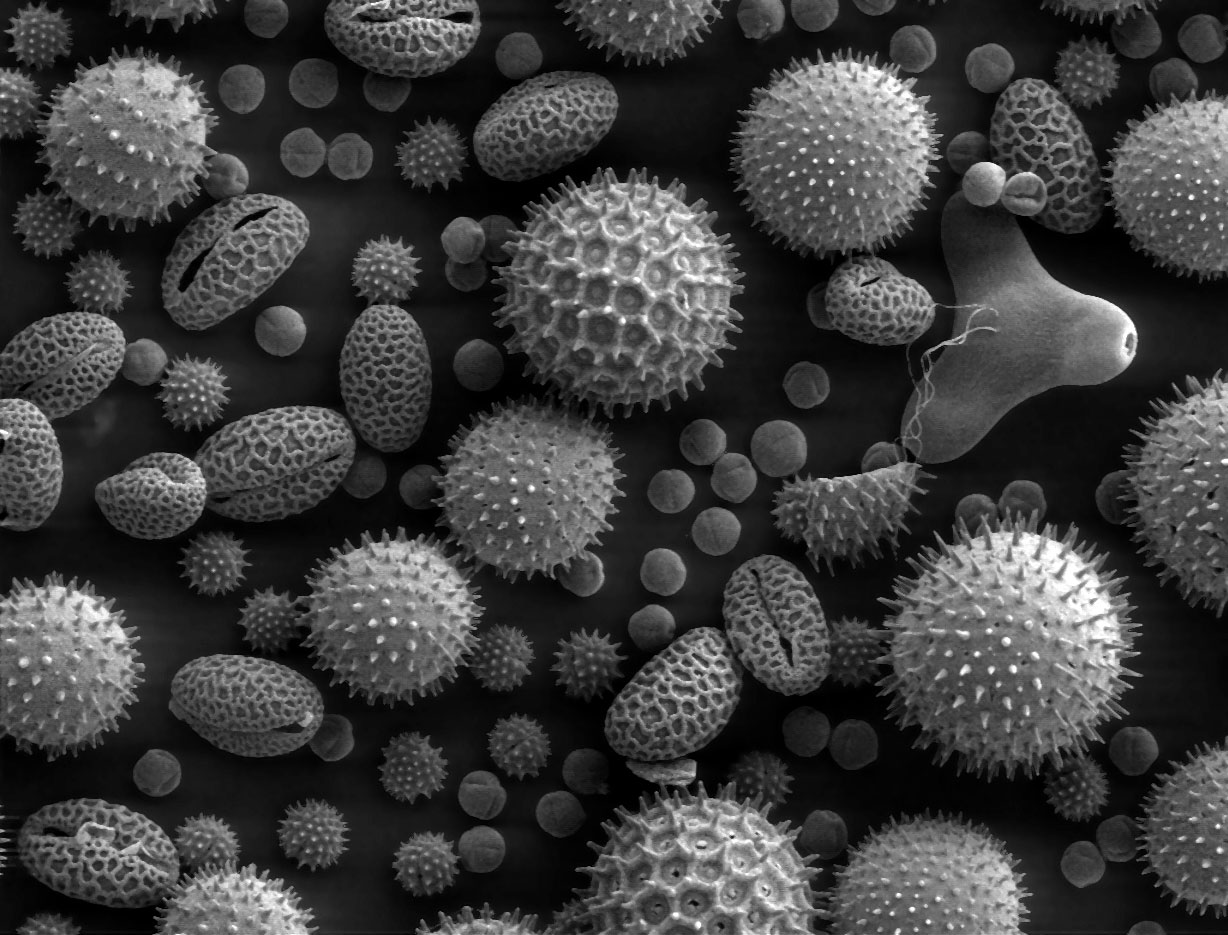
صورة بالمجهر الإلكتروني الماسح لحبوب لقاح نباتية شتى. تعد حبوب اللقاح مسببات حساسية شائعة للغاية.

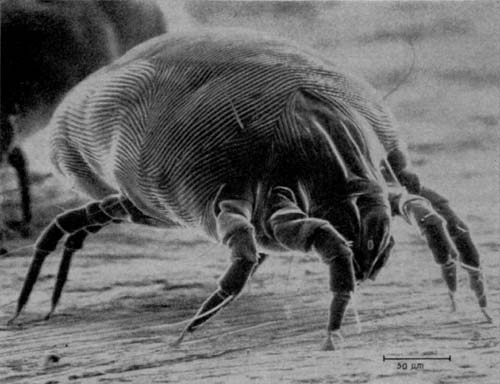
يعد براز عث الغبار والكيتين مسببات حساسية شائعة حول البيت